# Kordes
Pour l’article homonyme, voir Berend Kordes.

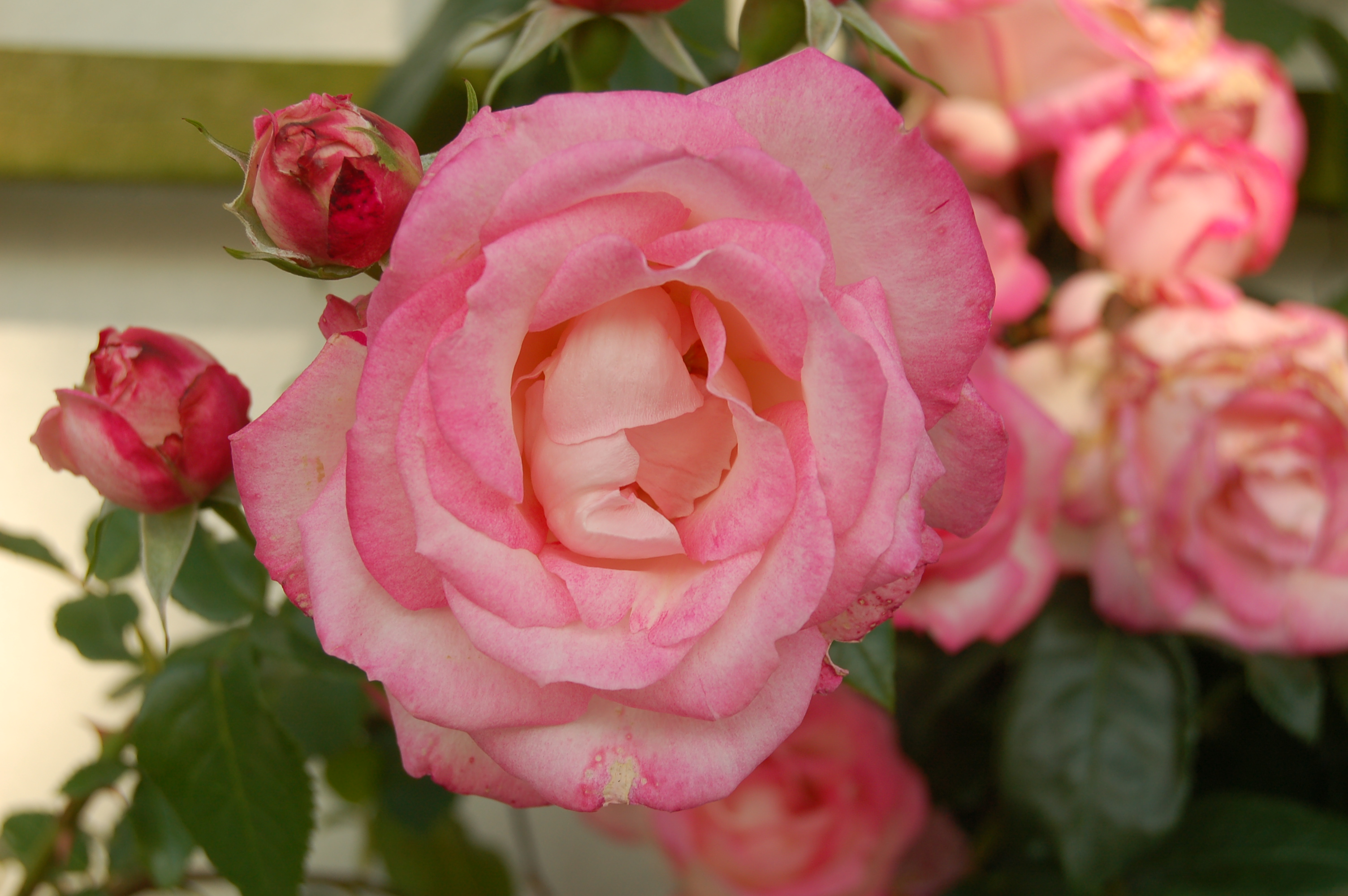
'Arlequin' (1986) à la roseraie d'Uetersen.

Kordes, ou plus exactement W. Kordes' Söhne, est une entreprise familiale allemande de réputation internationale, spécialisée dans la culture de rosiers et l'obtention de nouveaux cultivars. Elle est située dans la commune de Klein Offenseth-Sparrieshoop qui fait partie de l'arrondissement de Pinneberg dans l'État du Schleswig-Holstein. Elle vend plus de deux millions de plants de roses par an et possède 150 succursales.

## Historique
La société a été fondée par Wilhelm Kordes (1865-1935), le 1er octobre 1887, à Elmshorn et se spécialise rapidement dans la culture de rosiers en s'installant à Klein Offenseth-Sparrieshoop. Ses cultivars sont robustes et puissants. Il croise des rosiers de Wichura et des rosiers du Japon de la famille des rugosa qui sont à l'origine des rosa kordesii, supportant le climat froid de l'Allemagne du Nord, comme plus tard la rose 'Heidelberg' ou la rose 'Dortmund'.
Wilhelm Kordes II (1891-1976) et son frère Hermann renomment la maison Kordes en « Wilhelm Kordes' Söhne » et lui donnent un rayonnement international. Des roses comme 'Crimson Glory' (1935) ou 'Fée des neiges' (1958) sont mondialement connues au XXe siècle. Wilhelm Kordes II s'engage aussi dans la Annerkannte Deutsche Rose, fondée dans les années 1950, qui distingue les roses allemandes. Reimer Kordes prend la succession de la maison en 1955 (c'est lui qui lance la fameuse rose rouge 'Lili Marleen' en 1959) et son fils Wilhelm Kordes III en 1977, avec Bernd Helms-Kordes et Tim Kordes.

## Roses Kordes les plus connues

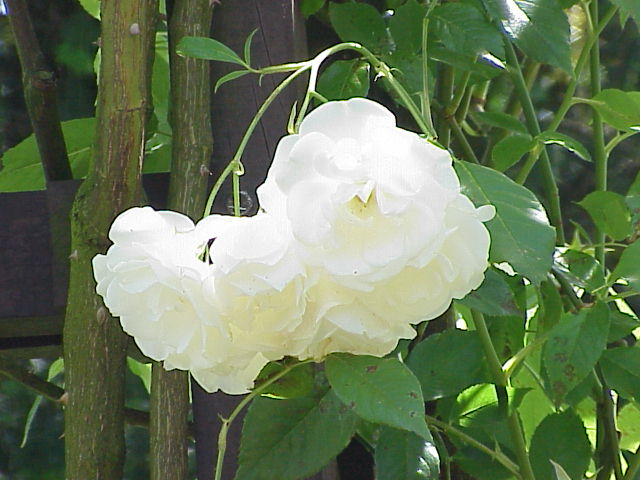
'Walter Schultheis'

- 'Alchymist', rosier-buisson, abricot (1956)
- 'Angela', rosier-buisson, carmin (1984)
- 'Aprikola', rose de plate-bande, jaune-orangé (2001)
- 'Arlequin', rose et crème (1986)
- 'Ave Maria', rose à grandes fleurs, orange (1981)
- 'Bad Birnbach', rose de plate-bande, carmin (2000)
- 'Bad Neuenahr', rose simple, carmin foncé (1958)
- 'Bad Wöhrishofen', rose de plate-bande, carmin (2005)
- 'Bella Rosa', rose de plate-bande, rose foncé (1985)
- 'Berlin', rosier-buisson, rouge (1949)

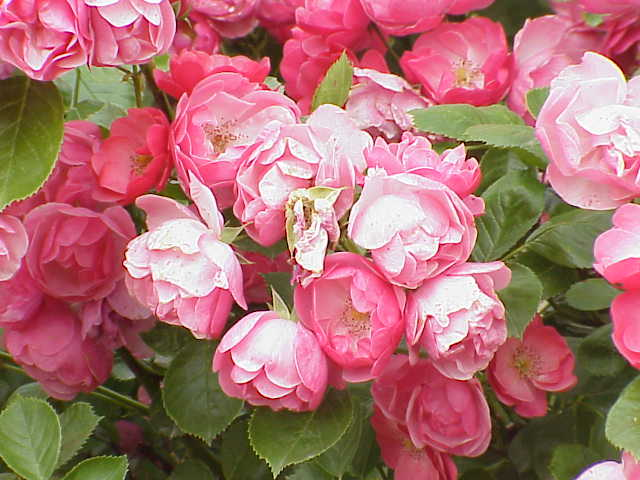
'Angela'
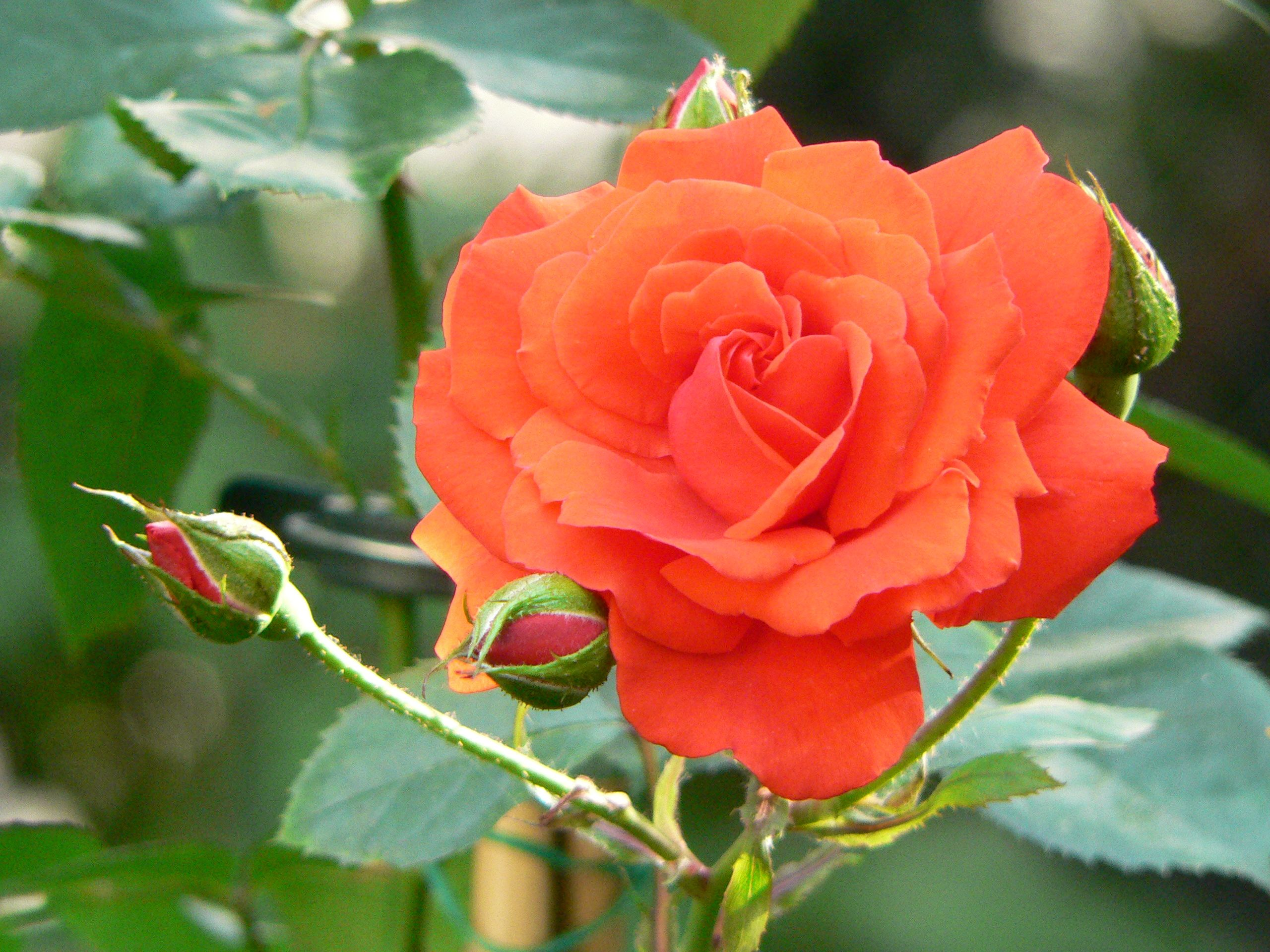
'Ave Maria'
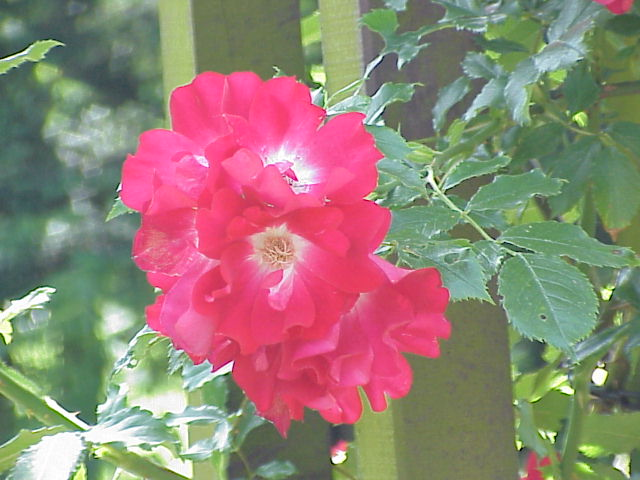
'Bad Neuenahr'
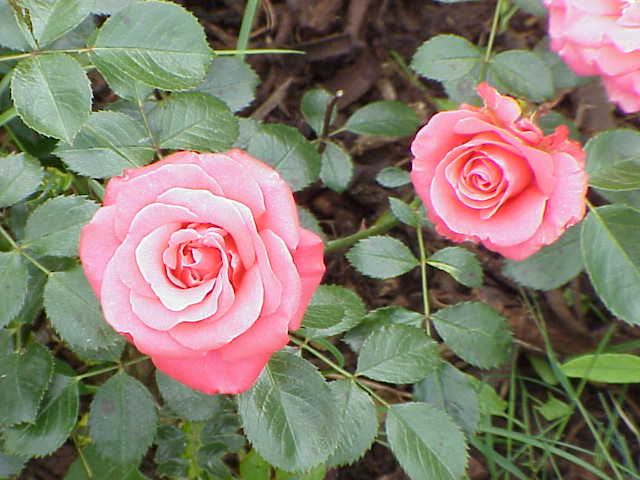
'Bella Rosa'
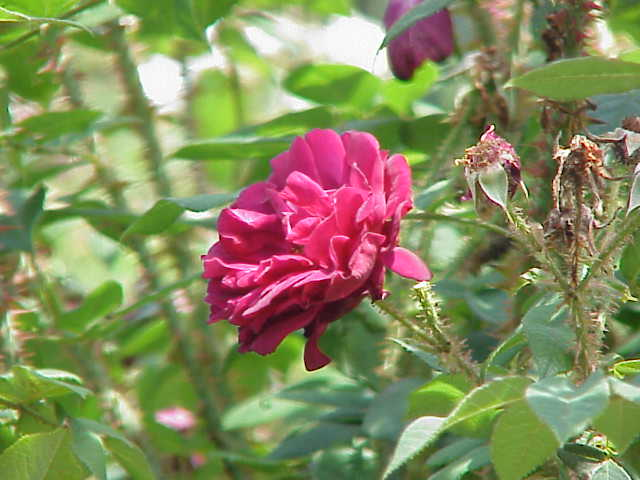
'Black Boy'
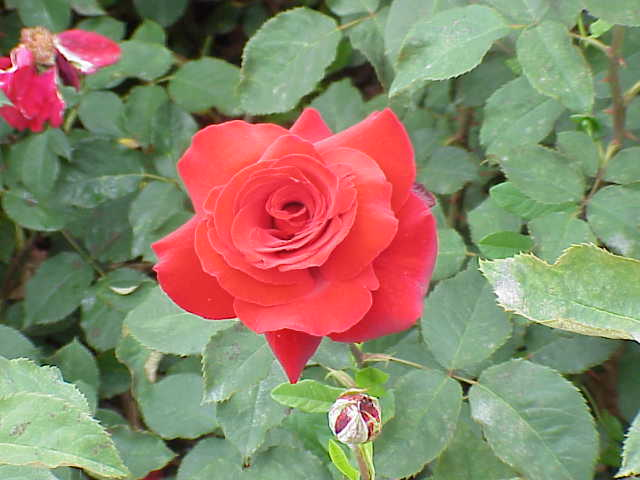
'Duftzauber'
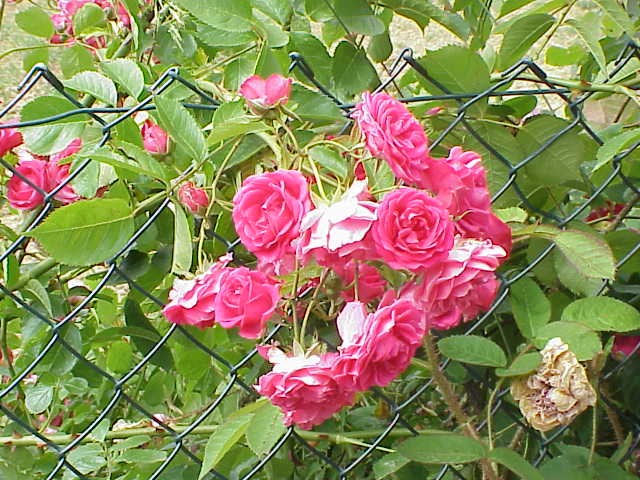
'Elmshorn'
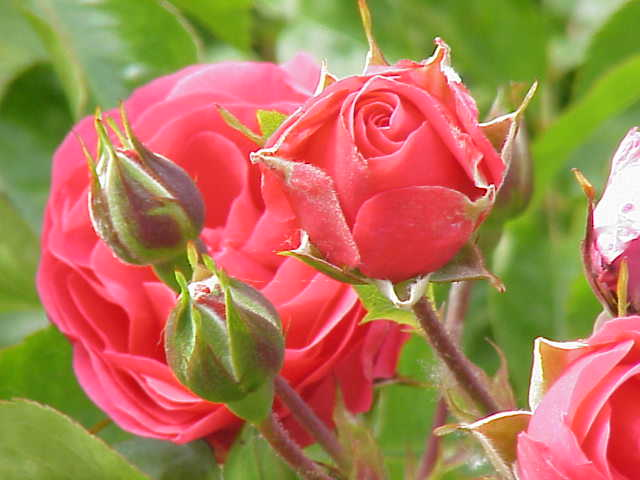
'Elveshörn'

- 'Berolina', rose à grandes fleurs, jaune citron (1986)
- 'Black Boy', rosier-buisson, rouge violacé (1958)
- 'Blühwunder', rose de plate-bande, rose clair (1995)
- 'Bonanza', rosier-buisson, jaune d'or (1983)
- 'Burghausen', rosier-buisson, rouge (1991)
- 'Charmant', rosier nain, rose foncé (1999)
- 'Crimson Glory', rose à grandes fleurs, rouge (1935)
- 'Diamant', rose de plate-bande, blanc (2001)
- 'Dortmund', grimpant, carmin et cœur blanc (1955)
- 'Duftzauber 84', rose à grandes fleurs, rouge foncé (1984)
- 'Dusterlohe', rose à grandes à fleurs, blanc rosé (1931)
- 'Eliza', rose à grandes fleurs, rose (2004)
- 'Elmshorn', rosier-buisson, rouge cerise (1951)
- 'Elveshörn', rosier-buisson, rouge (1985)

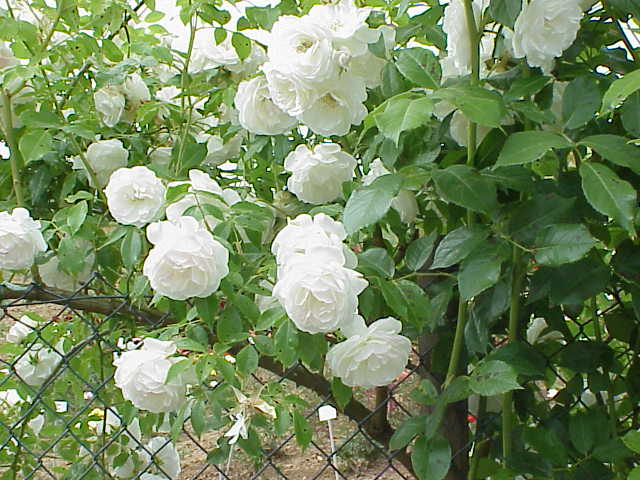
'Fée des neiges'
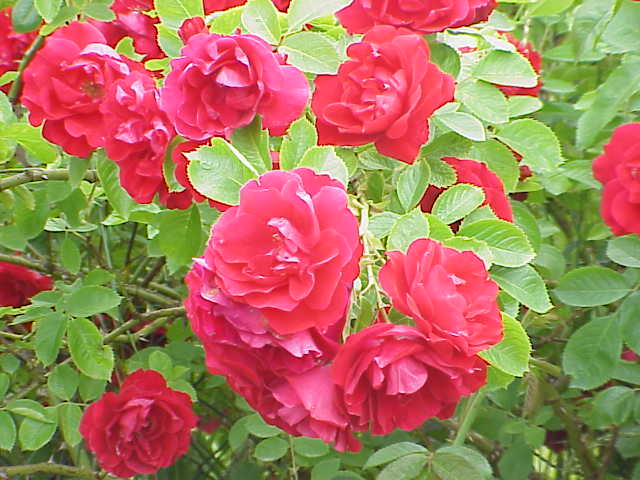
'Flammentanz'
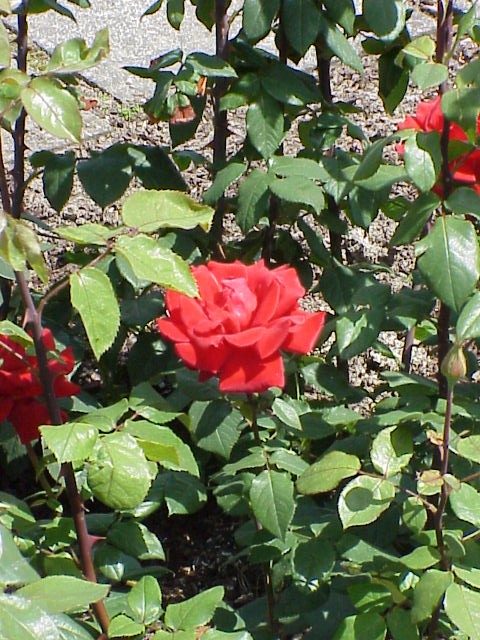
'Florentina'
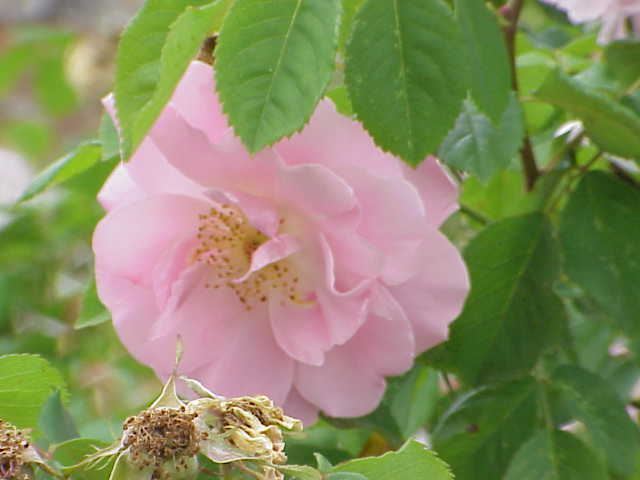
'Fritz Nobis'
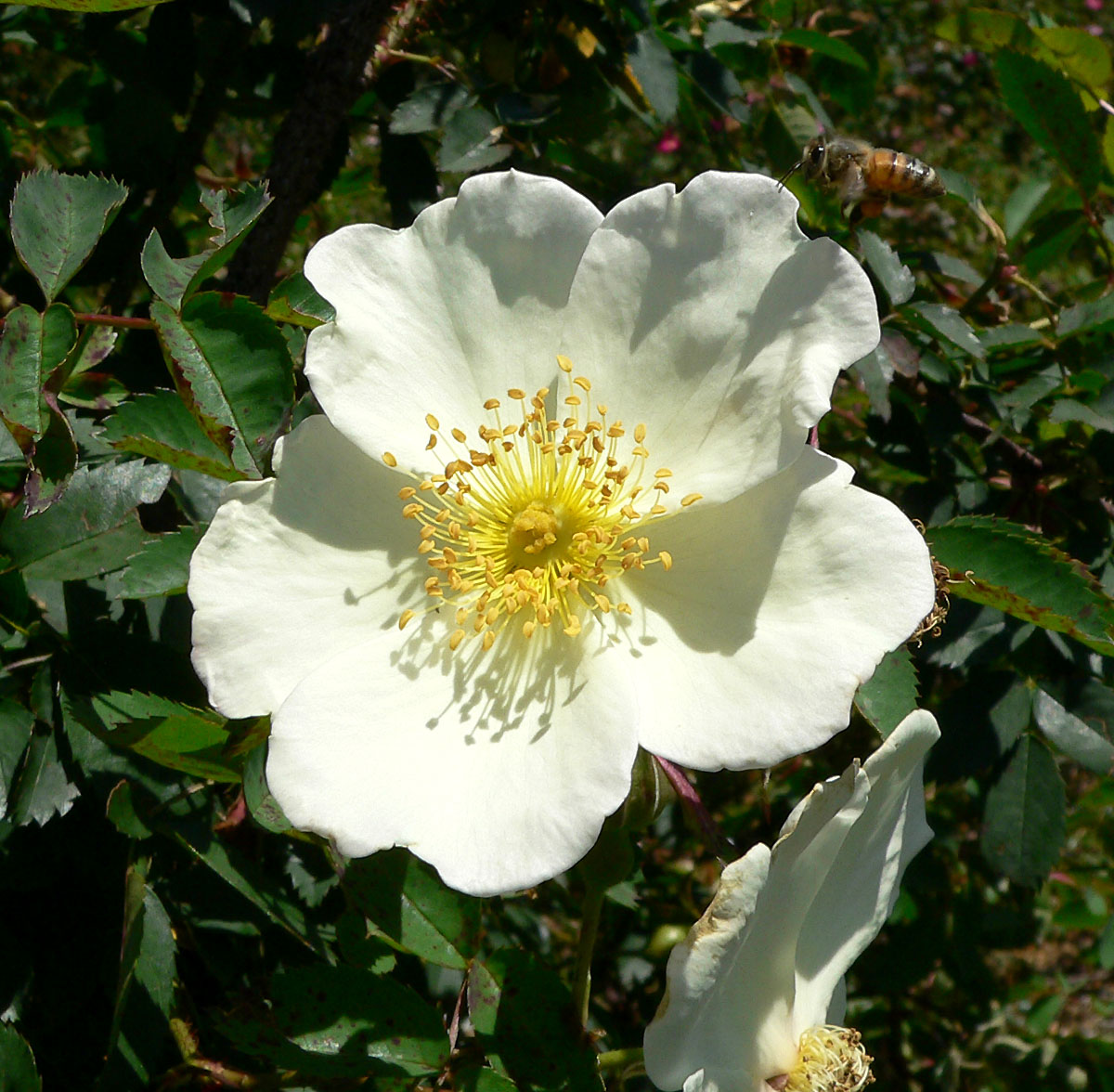
'Frühlingsanfang'
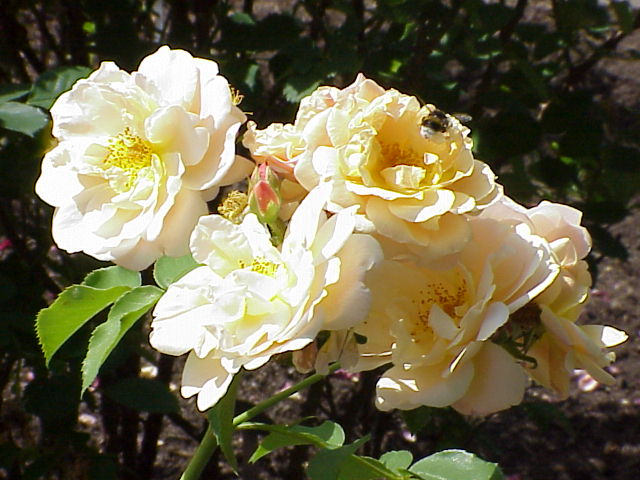
'Goldrausch'
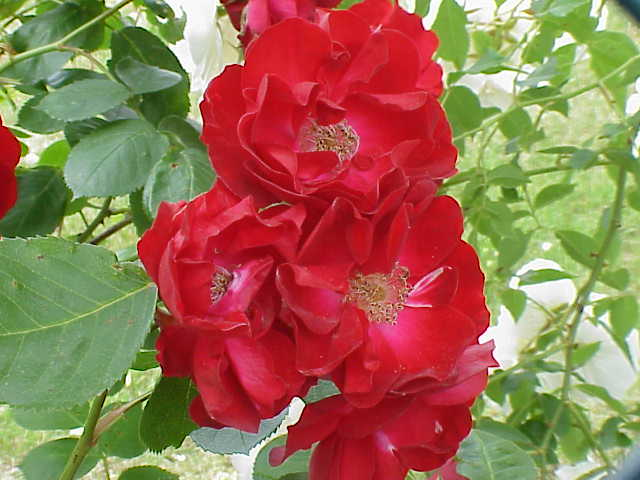
'Hamburg'
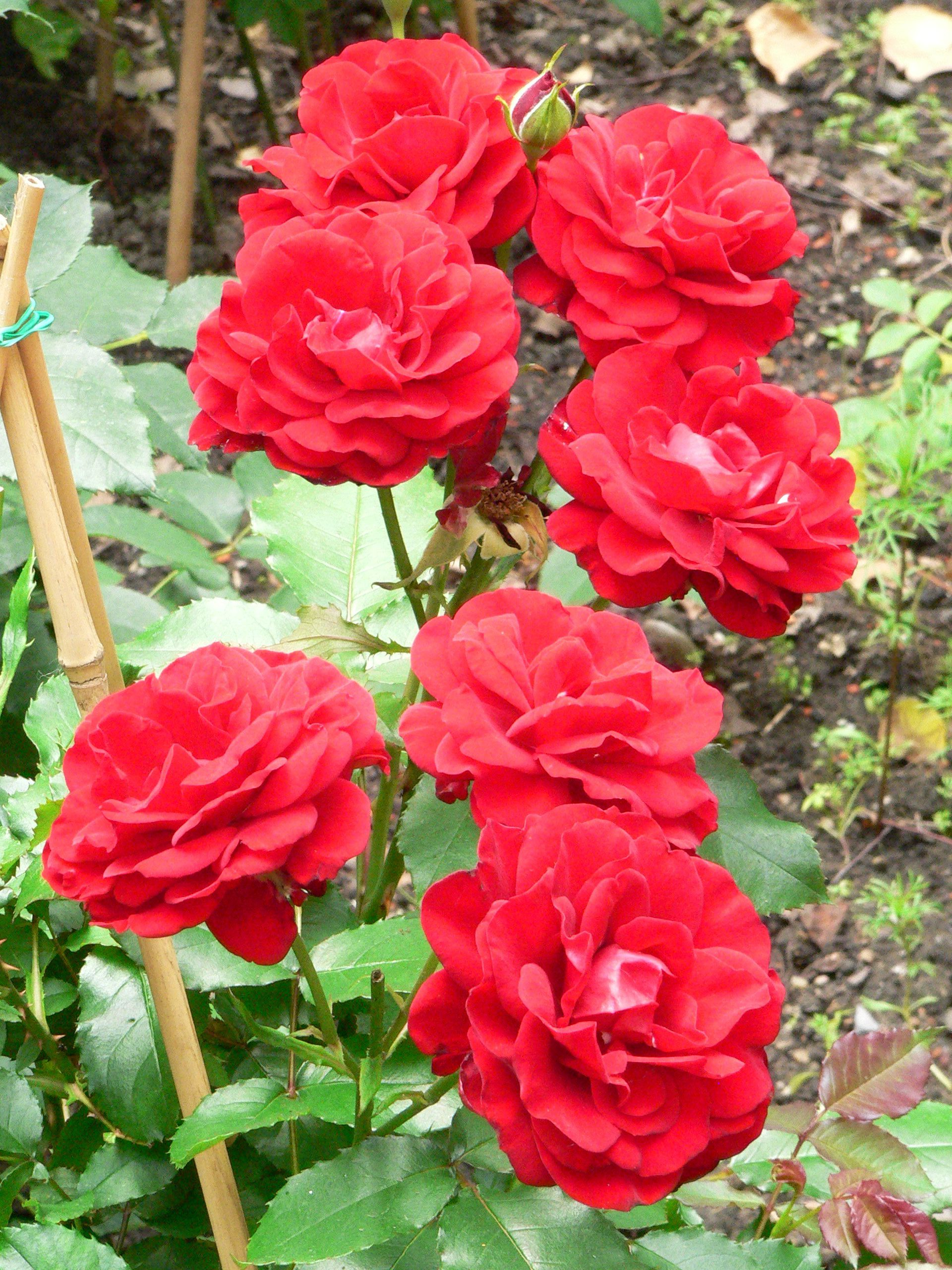
'Heinzelmännchen

- 'Escimo', petit rosier-buisson, blanc (2006)
- 'Eva', rosier buisson, rouge cerise (1933)
- 'Erfurt', rosier-buisson, blanc nimbé de jaune (1939)
- 'Eutin', rosier-buisson, rouge cerise (1940)
- 'Fée des neiges', rosier-buisson, blanc (1958), rose favorite du monde en 1985
- 'Felicitas', rosier-buisson, rose foncé (1998)
- 'Flammentanz', petit rosier grimpant, rouge pourpre (1955)
- 'Florentina', rose à grandes fleurs, rouge pourpre (1974)
- 'Fortuna', petit rosier-buisson, rose foncé (2002)
- 'Frères Grimm', rosier de plate-blande, rouge-orangé avec éclats jaunes (2002)
- 'Fritz Nobis', rosier-buisson, rose (1940)
- 'Friesia', rosier-buisson, fleurs doubles jaune d'or (1973)
- 'Frühlingsanfang', rosier-buisson, rosier grimpant, fleurs blanches simples (1950)
- 'Frühlingsduft', rosier-buisson, fleurs doubles jaune pâle à nuance ivoire et rose (1949)
- 'Frühlingsgold', rosier-buisson, jaune (1937)
- 'Frühlingsmorgen', rosier-buisson, jaune nimbé de rose (1931)
- 'Gärtnerfreude', petit rosier-buisson, rouge (2001)
- 'Gelber Engel', rosier de plate-bande, jaune (2002)
- 'Goldbusch', rosier-buisson, jaune cuivré (1954)
- 'Grande Amore', rose à grandes fleurs, rouge (2004)
- 'Hamburg', rosier-buisson, rouge (1935)
- 'Heidelberg', rose à grandes fleurs, rouge carmin (1959)
- 'Heinzelmännchen', rosier de plate-bande, rouge (1983)

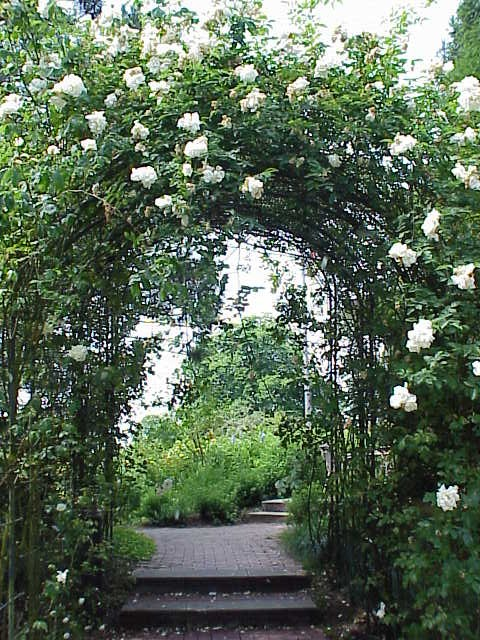
'Ilse Krohn superior'
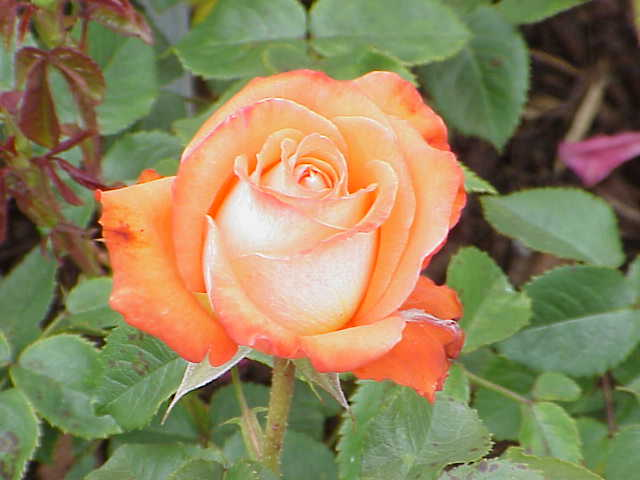
'Königin der Rosen'
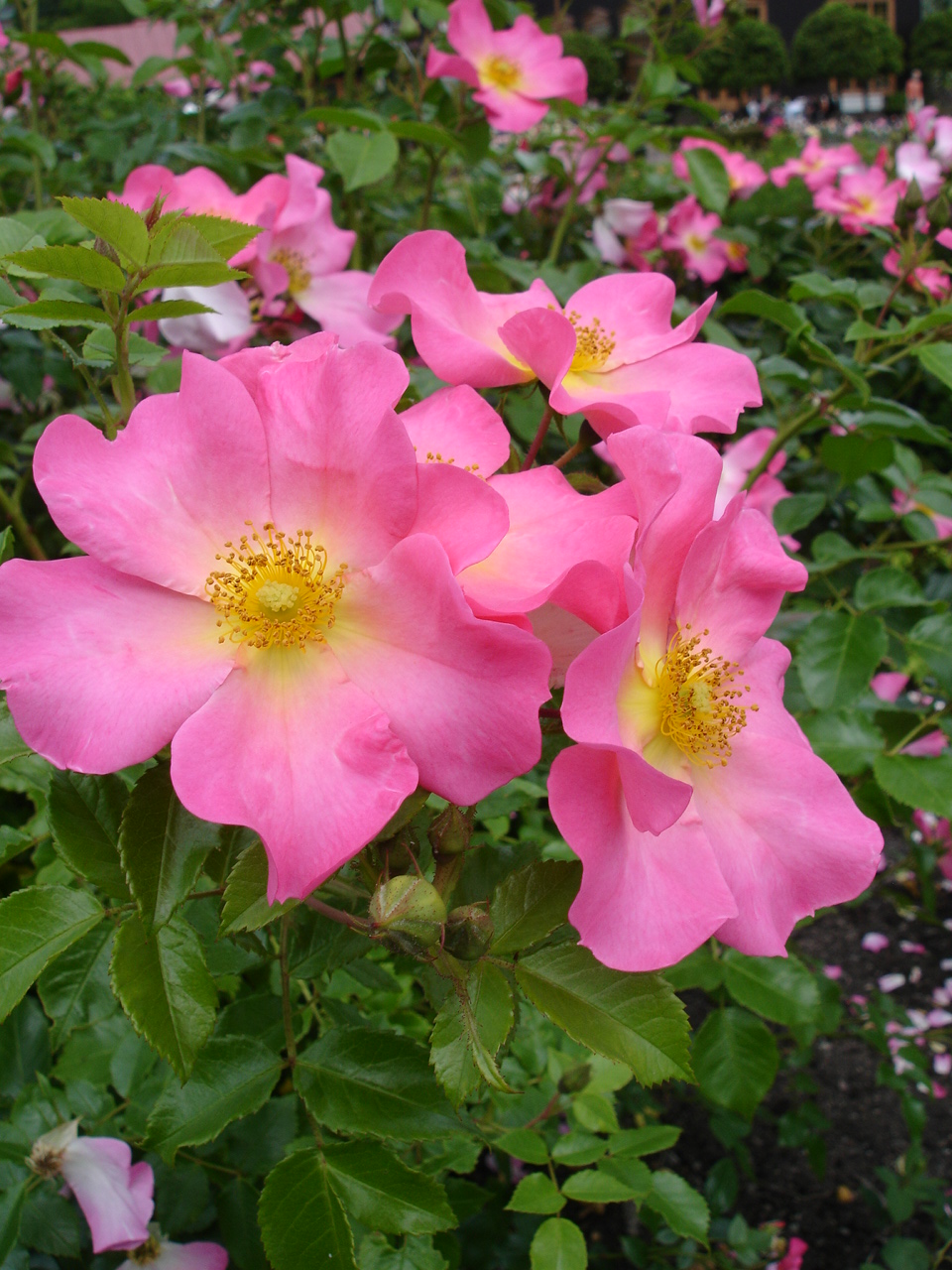
'Lindenhof'
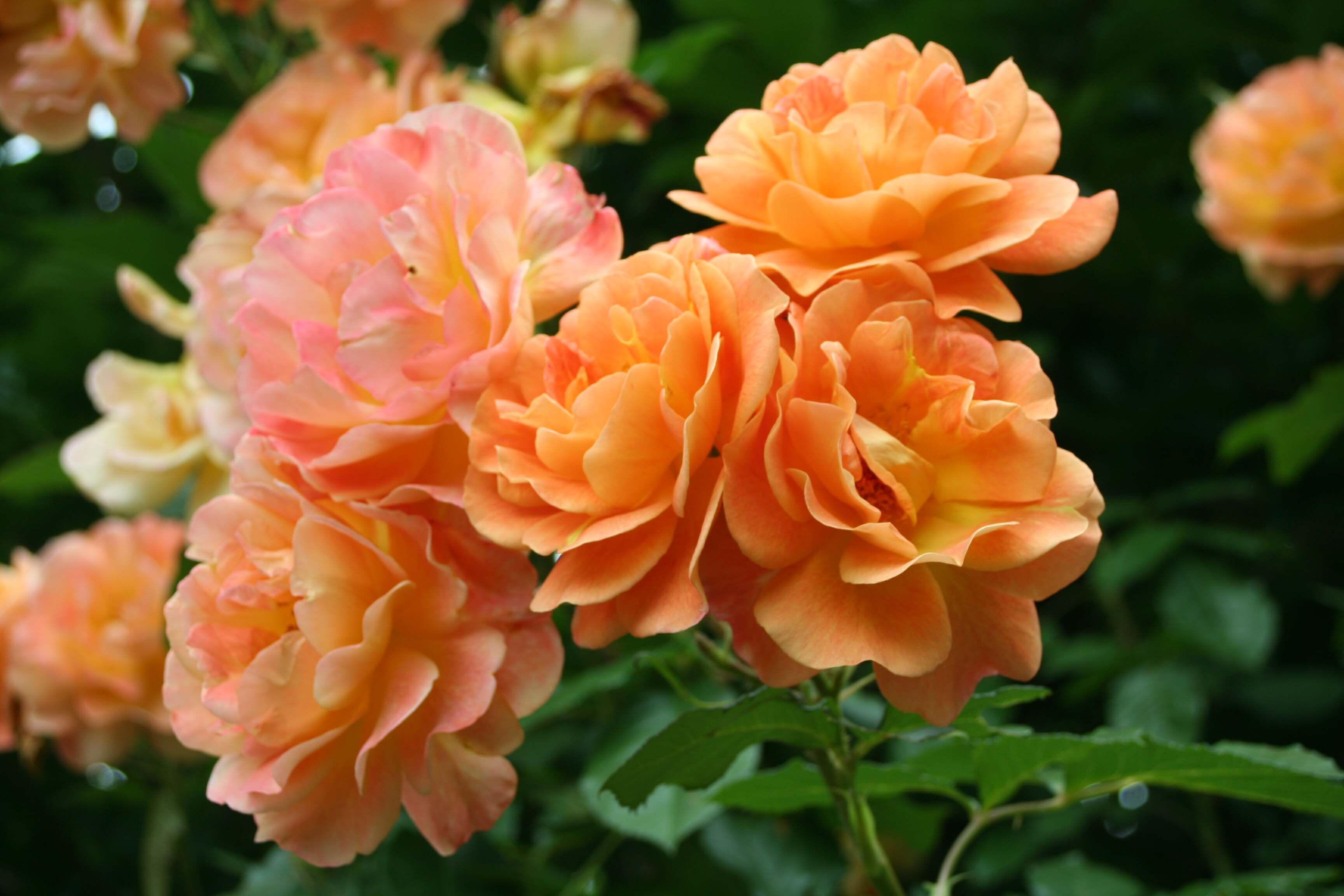
'Westerland'

- 'Ilse Krohn superior', rosier-buisson et grimpant, blanc-crème (1964)
- 'Innocencia', petit rosier-buisson, blanc (2003)
- 'Juanita', petit rosier-buisson, rose carmin (2007)
- 'Karl Forster', rosier-buisson, blanc (1931)
- 'Karl Herbst', rose à grandes fleurs, rouge cramoisi (1950)
- 'Knirps', petit rosier-buisson, rose carmin (1997)
- 'Königin der Rosen' ('Reine des Roses'), rose à grandes fleurs, intérieur orange, pétales jaunes nimbés de rose (1964)
- 'Leverkusen', grimpant, jaune (1954)
- 'Lichtkönigin Lucia', rosier-buisson, jaune citron (1966)
- 'Lili Marleen', rosier de plate-bande, rouge foncé (1959)
- 'Lions-Rose', rosier de plate-bande, blanc-crème (2002)
- 'Lindenhof', rosier-buisson, rose pâle avec cœur blanc (1999)
- 'Louis Rödiger', grimpant, rose clair orangé (1935)

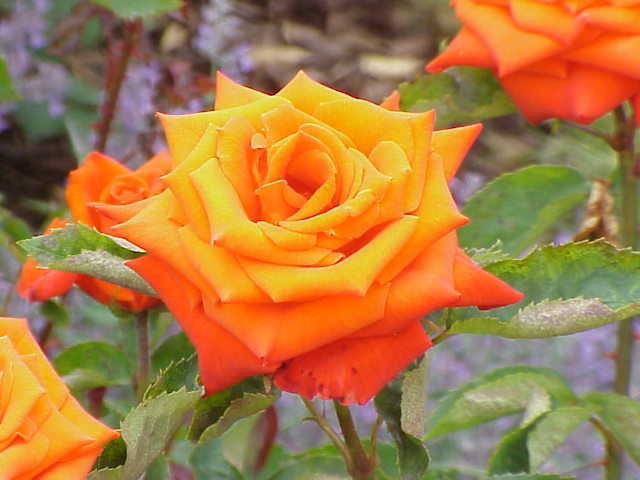
'Prominent'
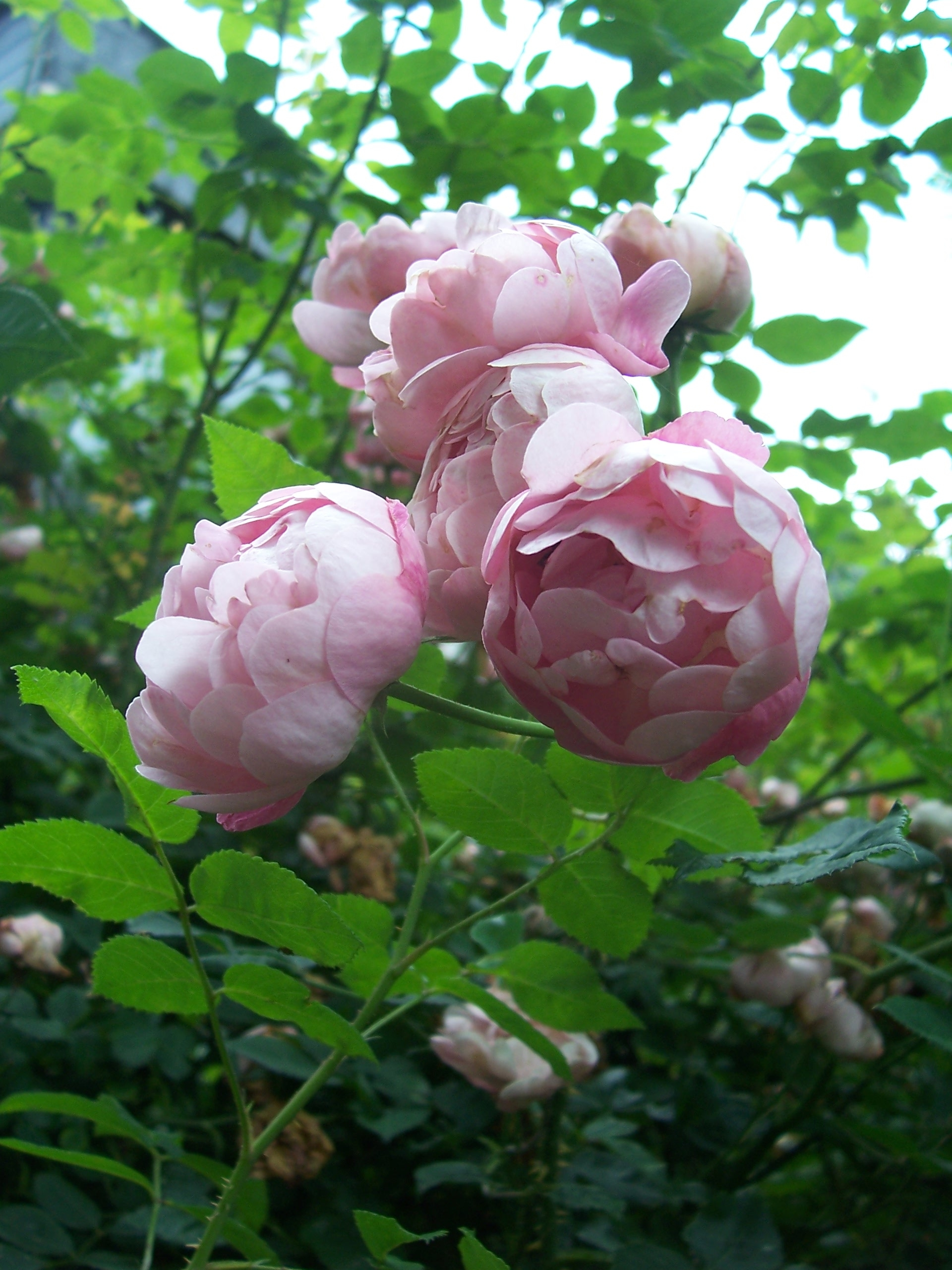
'Raubritter'
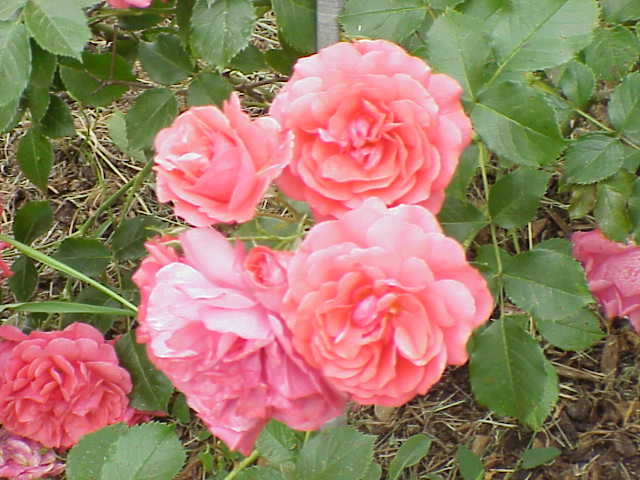
'Rosarium Uetersen'
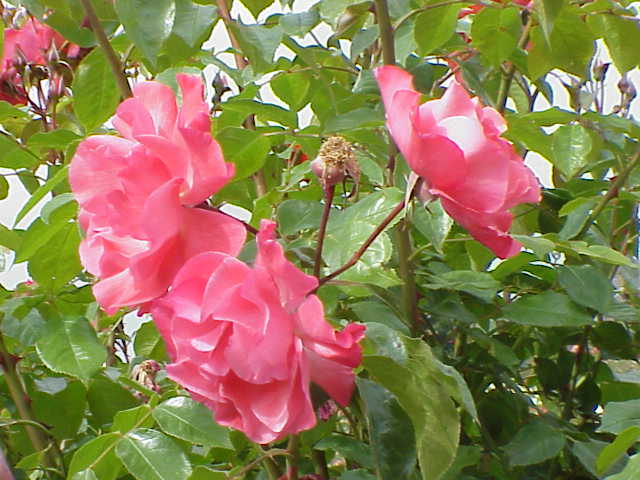
'Rosesenresli'

- 'Magenta', rosier-buisson, rose foncé (1954)
- 'Maigold', rosier-buisson, jaune (1953)
- 'Manita', grimpant, rose et cœur jaune (1998)
- 'Maxi Vita', petit rosier-buisson, rose foncé et orangé (2001)
- 'Mein Schöner Garten', rosier de plate-bande, rose saumon soutenu (1986)
- 'Meteor', rosier de plate-bande, rouge écarlate (1959)
- 'Neon', petit rosier-buisson, rose carmin (2001)
- 'Osiria', rosier bicolore, rouge aux revers blancs (1978)
- 'Nymphenburg', rosier-buisson, rose clair (1954)
- 'Palmengarten Frankfurt', petit rosier-buisson, rose carmin (1988)
- 'Peer Gynt', rosier à grandes fleurs jaune pâle à bords rouges (1968)
- 'Pepita', rosier nain, rose carmin (2004)
- 'Petticoat', rosier de plate-bande, blanc et orangé (2004)
- 'Pink Bassino', petit rosier-buisson, rose (1995)
- 'Pomponella', petit rosier-buisson, rose foncé (2005)
- 'Postillion', rosier-buisson, jaune (1998)
- 'Prominent', rosier-buisson, orange (1971)
- 'Raubritter', couvre-sol ou grimpant, rose (1936)
- 'Rosarium Uetersen', grimpant, rose (1977)
- 'Rosenprofessor Sieber', rosier de plate-bande, rose (1997)
- 'Rosenresli', petit rosier-buisson, rose soutenu (1986)
- 'Roter Korsar', petit rosier-buisson, rouge foncé (2004)
- 'Rotilia', petit rosier-buisson, rose foncé (2000)
- 'Rugelda', rosier buisson, jaune citron (1989)

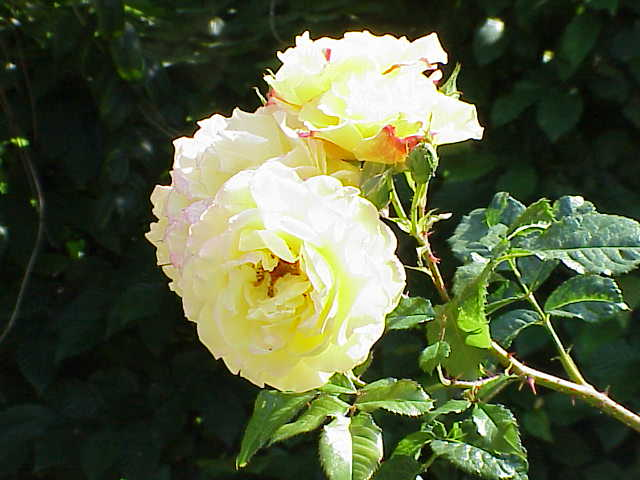
'Rugelda'
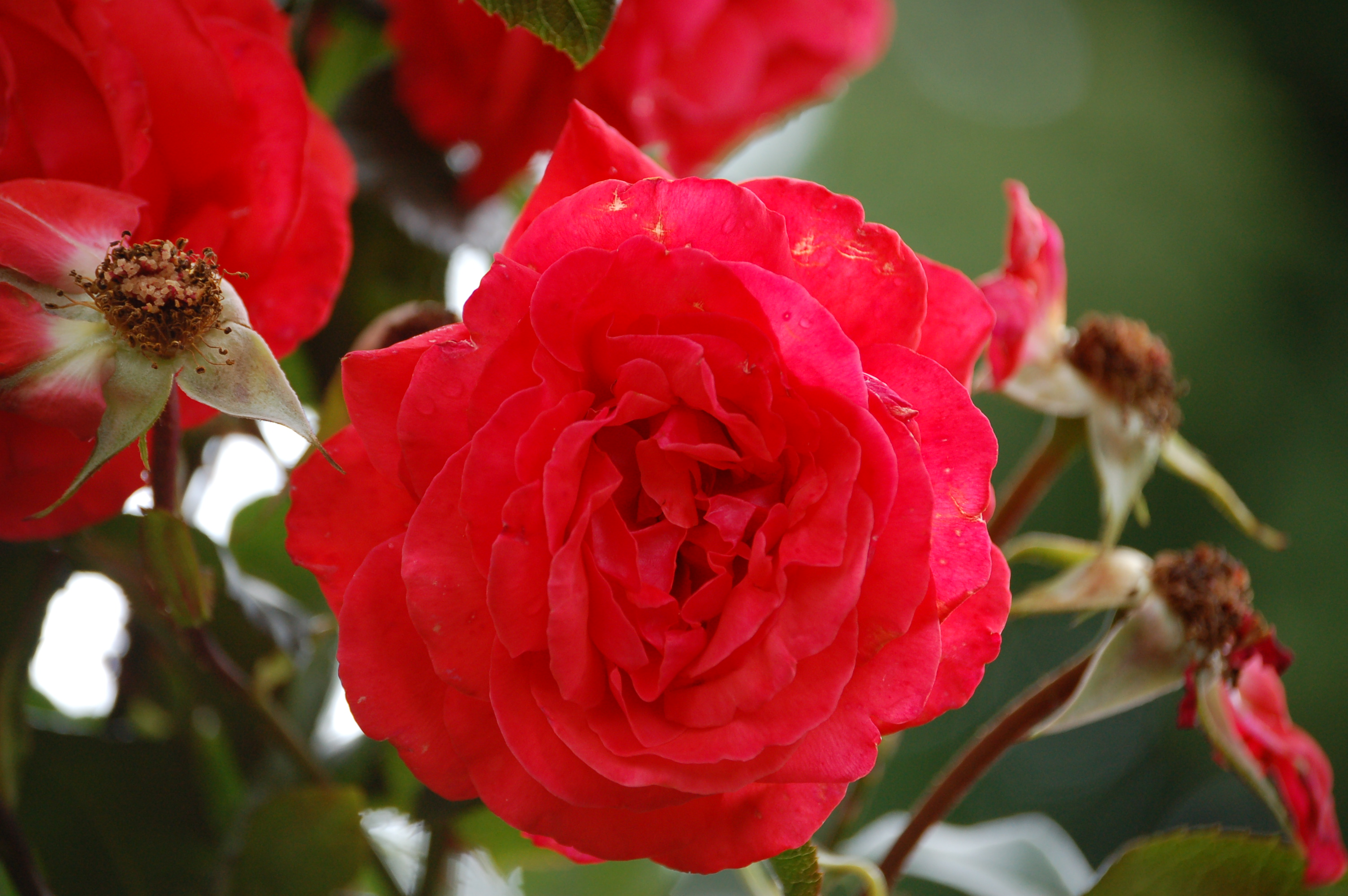
'Salita'
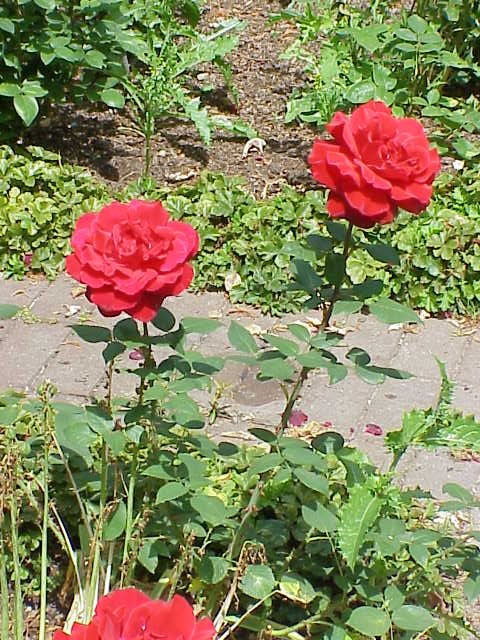
'Tatjana'
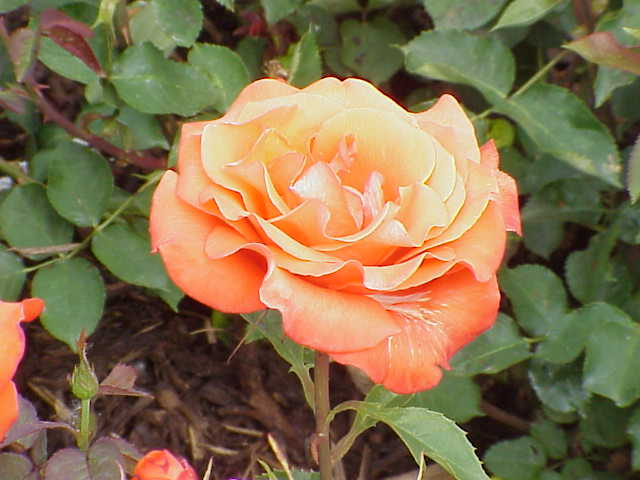
'Träumerei'
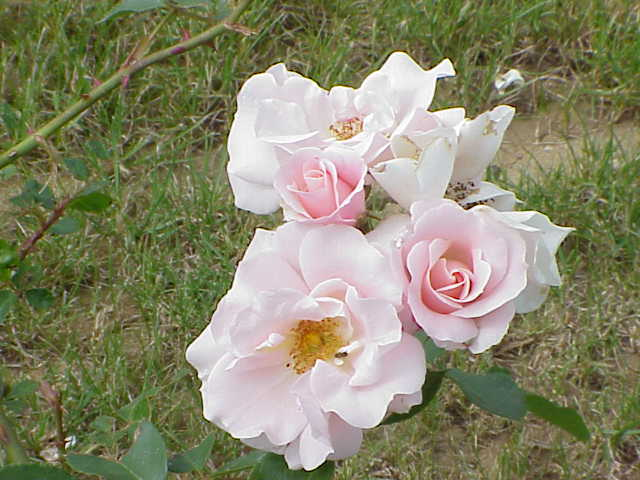
'Vogelpark Walsrode'

- 'Salita', rosier grimpant, rouge écarlate (1987)
- Scharlachglut', rosier-buisson, rouge écarlate (1952)
- 'Sommerabend', petit rosier-buisson, rouge (1995)
- 'Sommerwind', rosier couvrant, rose (1985)
- 'Sonnenröschen', rosier nain, blanc et cœur jaune (2005)
- 'Sparrieshoop', rosier-buisson, rose (1953)
- 'Sankt Pauli', rose nimbé de jaune (1958)
- 'Sunny Rose', rosier couvrant, jaune pâle (2001)
- 'Sylvia', rose à grandes fleurs, rose (1978)
- 'Sympathie', petit rosier-buisson, rouge écarlate (1964)
- 'Tatjana', rose à grandes fleurs, rouge foncé (1970)
- 'Träumerei', rosier-buisson, orange (1974)
- 'UNICEF-Rose', petit rosier-buisson, rose (2007)
- 'Vogelpark Walsrode', rosier-buisson, rose pâle (1988)
- 'Westerland', rosier-buisson, orange (1969)
- 'Walter Schultheis', rosier-buisson, blanc
- 'Zitronenjette', rosier-buisson, jaune (1987)
- 'Zwergenfee', rosier miniature rouge (1979)

## Sources
- (de) Cet article est partiellement ou en totalité issu de l’article de Wikipédia en allemand intitulé « W. Kordes' Söhne » (voir la liste des auteurs).